# 刘峻诚

劉峻誠（英語：Albert Chun Chen Liu，1981年4月14日—），電子工程及計算機科學家，耐能智慧 (Kneron Inc) 創辦人兼董事長、IEEE高级會士。他曾發明單層多點自容觸控面板技術，低功耗光驅動整合高頻電路技術和可重組式深度學習人工智慧架構 (NPU)，這些技術已廣泛運用於工業界與搭配三星, 高通, 晨星解決方案的各代智慧手機。累計商用化產品超過數十億個。
專長於電腦輔助設計、人工智慧、超大規模集成電路設計、觸屏面板、影像處理、電子模擬領域、演算法開發與先進高速半導體製程。 其定義的 NPU-可重組式AI晶片架構獲得IEEE CAS 協會的最高荣誉-IEEE達靈頓獎（IEEE Darlington Award
）與電機電子工程師學會 CTSoC發明領袖獎 - IEEE CTSoc Corporate Innovation Leadership Award  。 
其著作《Artificial Intelligence Hardware Design: Challenges and Solutions》被美國 CNN、Forbes 等評鑑為世界 100 本 AI 領域最具影響力的書籍第6名。

## 生平

### 求学期間
其就學期間曾获得美国雷神公司奖学金和加州大学奖学金，及國際IBM軟體競賽獎世界冠軍（IBM 2007 IBM problem solving award based on the use of the EIP tool suite），兩個國際級期刊最佳論文獎提名（the Best Paper Award candidates at the IEEE/ACM ICCAD 2007 與 IEEE ICCD 2008）。
因定義了 NPU-可重構 AI 晶片架構獲得了 IEEE CAS Society 的最高榮譽-電機電子工程師學會達靈頓獎-IEEE TCAS Darlington award 與獲得電機電子工程師學會CTSoC發明領袖獎 - IEEE CTSoc Corporate Innovation Leadership Award

### 工作期間

#### 教學經歷
刘峻诚在学术界、產業界和科技界活動。曾受邀在加州大学洛杉磯分校、聖地牙哥分校开授计算机视觉技术与人工智能、智能硬件等讲座课程。他也是诸多国际学术期刊的技术审稿人，亦是加州大學洛杉磯分校研究科學家、國立清華大學、國立交通大學，以及國立成功大學客座教授。

#### 研發經歷
他曾进入韓國三星電子傑出國際人才計畫和研發中心，參與初代智能手機galaxy系列的關鍵技術研發、晨星半導體單層觸控面板核心技術開發，亦曾在高通多媒體研發中心負責終端人工智能技術開發。期間發表多項先進半導體製程後端技術與多媒體深度學習專利與多項量產產品開發。也曾參與美國國家情報高等研究計劃署（IARPA）、美國國家國防高等研究計劃署 （DARPA）、貝爾實驗室、美國太空總署（NASA）和噴射推進實驗室（JPL）前沿合作技術開發。在智能手機、演算法、人工智能與先進半導體IC等領域，發表多項指標性專利與學術論文。。2021 年, 其團隊發明的可重組式 AI 晶片架構(NPU)獲得 IEEE CAS Society 的最高榮譽 2021 電機電子工程師學會達靈頓獎-IEEE TCAS Darlington award. 2023年獲得電機電子工程師學會CTSoC發明領導獎 - IEEE CTSoc Corporate Innovation Leadership Award

#### 创业经历
2007年，他參與的草創公司wireless infor；於2009年被VanceInfo Technologies Inc合併，並在美國那斯達克股票交易所上市。2015年10月20日，他和張懋中創辦耐能智慧股份有限公司，是一所提供邊緣運算人工智慧（edge AI）技術的公司；於2019年被CB insights評鑑為36家擁有改變世界技術的公司；Gartner 列為 edge ai innovators；科技媒體《EE times》在2020年時將耐能智慧的晶片，與英特爾、輝達、德州儀器，以及恩智浦半导体等廠商的晶片並列為世界十大AI晶片；同年科技媒體《CRN》將耐能智慧、英特爾和輝達等並列世界5大人工智慧晶片，IOT times 將耐能智慧 、英特爾、德州儀器 並列為世界3大AI晶片。

#### 其他經歷
2016年，曾受邀參與騰訊與浙江衛視的真人秀《我是創始人》創始季。

## 著作
- 2020年3月：Deep Learning - Hardware Design（深度學習-硬件設計）[26]，为加利福尼亚大学洛杉矶分校、圣迭戈加利福尼亚大学 、普林斯頓、伊利諾理工學院、國立清華大學、國立交通大學、國立成功大學、國立台灣大學等校的課堂用書。[27]
- 2021年2月：認識人工智慧－第四波工業革命 [28]
- 2021年6月：人工智慧在我家
- 2021年6月：Fiat Lux - let there be light 創業青年的人生雜談
- 2021年7月：ARTIFICIAL INTELLIGENCE HARDWARE DESIGN - CHALLENGES AND SOLUTIONS - published by IEEE/WIley
- 2021年9月：Understanding Artificial Intelligence: Fundamentals and Applications - published by IEEE/WIley

## 荣誉奖项
- 2017年11月，创客天下•2017海外高层次人才创新创业大赛冠軍。[29][30]
- 2017 Demo God award（英语：DEMO conference） [31]
- 2017 Qualcomm Sequoia Frontier Tech Startup Competition 冠軍 [32]
- 2018年12月，2018 CCTV 十大创业榜样。[33]
- 2019年12月《經理人月刊》年度「100MVP經理人」
- 2020年，傑出資訊人才獎109年獲獎人。[27]
- 2020年9月，第58屆中華民國十大傑出青年（科學技術研究發展類）。[34]
- 2021 電機電子工程師學會達靈頓獎-IEEE Transactions on Circuits and Systems Darlington Award [18]
- 2021 經濟部國家產業創新獎
- 2022 US Best 101 CEO in Machine learning
- 2022 潘文淵文教基金會物聯網創新應用獎
- 2023 電機電子工程師學會CTSoC發明領導獎 - IEEE CTSoc Corporate Innovation Leadership Award - For leading innovation in designing and implementing significant edge-AI system-on-chip